# 김녕해수욕장

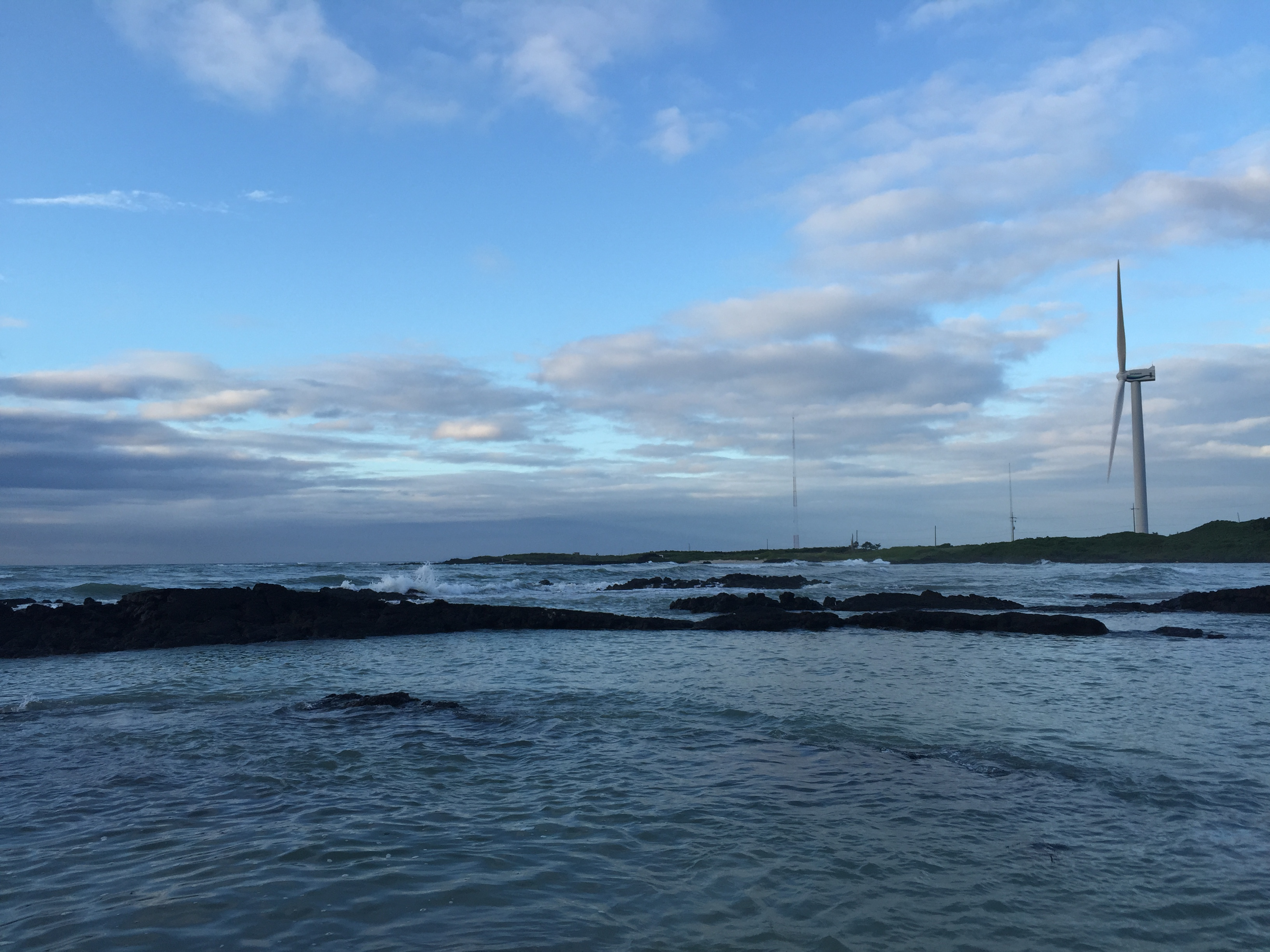
김녕성세기해변 일몰

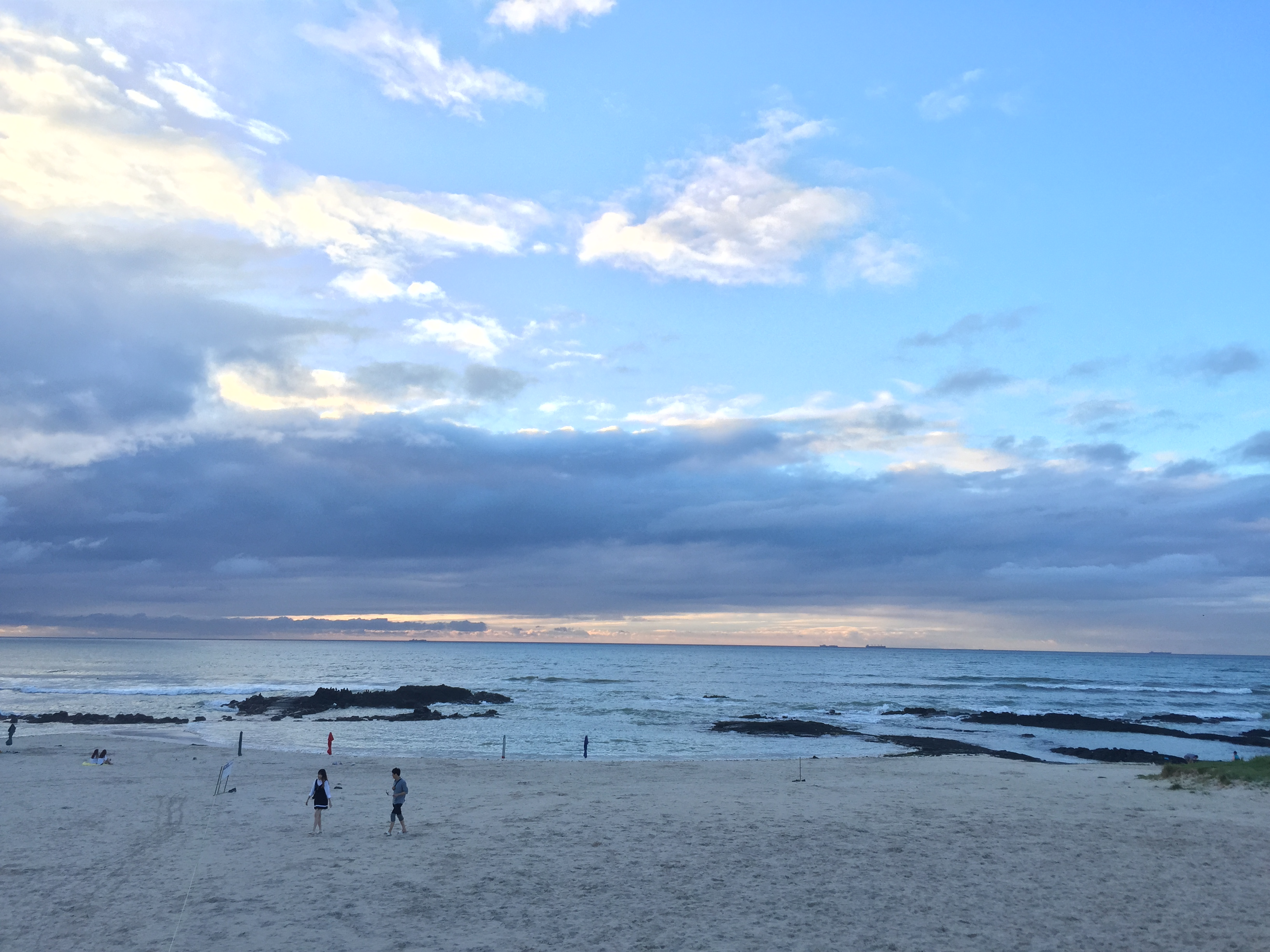
김녕성세기해변 일몰

김녕해수욕장(金寧海水浴場)은 제주특별자치도 제주시 구좌읍 김녕리에 위치한 해수욕장이다. 김녕성세기해변이라고도 불린다. 식당, 탈의실, 샤워실, 화장실 등의 시설이 구비되어 있다.